# Театр Олдвич
Театр Олдвич (англ. Aldwych Theatre) — один из театров Вест-Энда, расположенный на улице Олдвич в округе Вестминстер Лондона. Вместимость 1176 мест, 3 яруса. Здание театра занесено в список особо охраняемых архитектурных объектов Англии.

## История театра
Театр был построен в начале XX века во время активной реконструкции улицы Олдвич как единый архитектурный ансамбль с театром Вальдорф, теперь известным как Театр Новелло. Оба здания были спроектированы в стиле барокко Эдвардианской эпохи архитектором В. Д. Спрагом. Строительство финансировалось актёром и театральным продюсером Сеймуром Хиксом совместно с американским импресарио Чарльзом Фроманом.
Открытие прошло 23 декабря 1905 года рождественской пьесой «Колокольчик в сказочной стране» (англ. Bluebell in Fairyland). В течение 1906 года на сцене театра шёл музыкальный спектакль «The Beauty of Bath», который в 1907 году сменила музыкальная комедия «The Gay Gordons». В феврале 1913 года, ещё до премьеры в Париже, в театре прошли показы балета «Весна священная», организованные Сергеем Дягилевым и Вацлавом Нижинским. В 1923—1933 годах на сцене с успехом шли спектакли, которые получили название «фарсы Олдвича», незамысловатые по сюжету, но отлично сыгранные и полные традиционного английского юмора с его комически-парадоксальным мировосприятием.
В 1949 году в этом театре Лоренс Оливье осуществил первую в Великобритании постановку пьесы Теннесси Уильямса «Трамвай „Желание“». Главную роль там исполняла его жена Вивьен Ли. С 1951 года в театре с успехом шла пьеса А. Чехова «Три сестры».
15 декабря 1960 года Королевская шекспировская компания, базирующаяся постоянно в Стратфорд-апон-Эйвоне, сделала театр Олдвич своей постоянной площадкой в Лондоне на ближайшие три года. Однако данное сотрудничество растянулось на гораздо более длительный срок — до 1982 года. В 1966 году здесь была поставлена экспериментальная постановка «US» — хеппенинг о войне во Вьетнаме, в котором актёры свободно общались со зрителями, создавая каждый раз новую, неповторимую атмосферу. Спектакль был отменён по цензурным соображениям. В 1982 году театр был продан Nederlander Organization. Сумма сделки составила чуть более 2 миллионов фунтов стерлингов. За два последних десятилетия в театре демонстрировались драматические пьеся и музыкальные спектакли самой различной художественной направленности: «Визит инспектора» (1993—1995 годы), «Индийская тушь» (1995—1996 годы), «Свистни по ветру» (1998—2001 годы), «Слава» (2002—2006 годы), «Грязные танцы» (2006—2011 годы), «Цилиндр» (2012—2013 годы), «Стивен Уорд» (2013 год), «Красота: Мюзикл Кэрол Кинг» (до настоящего времени).